# Slät fjällav
Slät fjällav (Agonimia allobata) är en lavart som först beskrevs av Stizenb., och fick sitt nu gällande namn av P. James. Slät fjällav ingår i släktet Agonimia och familjen Verrucariaceae.  Arten är reproducerande i Sverige. Inga underarter finns listade i Catalogue of Life.